# Elias de Ena

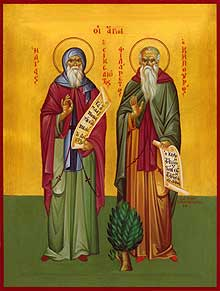
santi Elias da Enna e Filarete da Calabria

Elias de Ena, também chamado João Raquita (ίωάννης ῥαχίτης) (Enna, 822-823 - Salónica, 17 de agosto de 903), venerado como santo pela Igreja Católica e a Igreja Ortodoxa. Elias também é conhecido como Elias o filho, ou júnior, para distingui-lo do profeta bíblico Elias. 

## Biografia
A invasão árabe da Sicília Giovanni forçado a abandonar a cidade, que foi conquistada pelos sarracenos em 859, apesar de sua validade como uma fortaleza militar. Os árabes ainda conseguiu prender Elias, que estava tão tomado na África para ser vendido como escravo. Depois de ter conseguido livre, Elias decidiu pregar o Evangelho, colocando mais vezes para arriscar a sua própria vida, e chegou à Palestina, ele recebeu o hábito monástico do Patriarca de Jerusalém. Depois de três anos em um mosteiro do Sinai, o irmão Elias empreendeu uma série de viagens de aventura, indo primeiro para Alexandria, no Egito, e na Pérsia, Antioquia e novamente no continente negro. Após 878 Siracusa também caiu em mãos dos árabes, Elias retornou para a ilha, onde se encontrou com sua mãe idosa em Palermo e Taormina conheceu Daniel, seu novo discípulo. Indo para o norte, Elias viveu na Calábria, onde fundou no ano de 884, no "Vale do Sal" e precisamente no Monte Aulinas (agora Monte São Elias da cidade de Palmi, que ele de fato tem esse nome), um mosteiro em mais tarde em sua homenagem. As invasões árabes reparar Elias fez antes na Grécia, Patras, e, em seguida, as montanhas do Aspromonte, em Santa Catarina. 
Elias fez uma peregrinação a Roma. As aventuras, as maravilhas e que a grande obra de evangelização que Elias tinha feito em três continentes estendeu sua fama para Constantinopla, onde o imperador bizantino Leão VI, o Filósofo diz, o convidou para ficar. Elias, no entanto, agora setenta, embora tivesse começado a viagem a Constantinopla, adoeceu e morreu em Tessalônica, agora perto de seu objetivo. O amigo mais fiel e companheiro, o monge Daniel, Elias enterrá-lo no mosteiro de Monte Aulinas, em Palmi, fundada pelo santo. 

## Locais de culto dedicado ao santo
Na Itália, são dedicada ao santo de Enna as seguintes igrejas: 
- Igreja de São Elias em Palmi;
- Mosteiro Ortodoxo de Santos Elias e Filaret em Seminara;
- Igreja de São Elias em Reggio Calabria.